# Tarrants
Tarrants és una població dels Estats Units a l'estat de Missouri. Segons el cens del 2000 tenia 30 habitants.

## Demografia
Segons el cens del 2000, Tarrants tenia 30 habitants, 15 habitatges, i 10 famílies. La densitat de població era de 289,6 habitants per km².
Dels 15 habitatges en un 6,7% hi vivien nens de menys de 18 anys, en un 66,7% hi vivien parelles casades, en un 0% dones solteres, i en un 33,3% no eren unitats familiars. En el 20% dels habitatges hi vivien persones soles el 13,3% de les quals corresponia a persones de 65 anys o més que vivien soles. El nombre mitjà de persones vivint en cada habitatge era de 2 i el nombre mitjà de persones que vivien en cada família era de 2,3.
Per edats la població es repartia de la següent manera: un 3,3% tenia menys de 18 anys, un 6,7% entre 18 i 24, un 20% entre 25 i 44, un 40% de 45 a 60 i un 30% 65 anys o més.
L'edat mediana era de 57 anys. Per cada 100 dones de 18 o més anys hi havia 107,1 homes.
La renda mediana per habitatge era de 20.833 $ i la renda mediana per família de 20.833 $. Els homes tenien una renda mediana de 21.250 $ mentre que les dones 0 $. La renda per capita de la població era d'11.358 $. Cap de les famílies estaven per davall del llindar de pobresa.

## Poblacions més properes
El següent diagrama mostra les poblacions més properes.